# Amanita porphyria
Amanita porphyria là một loài nấm trong chi Amanita được tìn thấy ở châu Âu và Bắc Mỹ.

## Sử dụng
A. porphyria không thể ăn được do nó có độc tính nhẹ và quan trọng hơn là nó dễ bị nhầm lẫn với những loài nấm độc khác như Amanita pantherina.